# Lakeview (Ohio)

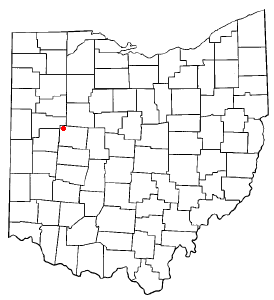
Wieś Lakeview w stanie Ohio

Lakeview – wieś w USA, w stanie Ohio, w hrabstwie Logan.
Według danych z 2000 roku wieś miała 1074 mieszkańców.